# Serles
Serles är en bergstopp i Österrike.   Den ligger i distriktet Innsbruck-Land och förbundslandet Tyrolen, i den västra delen av landet, 400 km väster om huvudstaden Wien. Toppen på Serles är 2 717 meter över havet, eller 337 meter över den omgivande terrängen. Bredden vid basen är 1,3 km.
Terrängen runt Serles är huvudsakligen bergig. Runt Serles är det ganska tätbefolkat, med 80 invånare per kvadratkilometer.. Närmaste större samhälle är Innsbruck, 15,4 km norr om Serles. 
I omgivningarna runt Serles växer i huvudsak blandskog.